# Madracis kauaiensis
Espèce
Statut CITES
Madracis kauaiensis est une espèce de coraux appartenant à la famille des Astrocoeniidae ou la famille Pocilloporidae.